# Melanophryne
Melanophryne – wyróżniany przez część autorów rodzaj płazów bezogonowych z rodziny wąskopyskowatych, obejmujący gatunki występujące endemicznie w Peru.

## Gatunki
- Melanophryne barbatula
- Melanophryne carpish

Z analizy filogenetycznej przeprowadzonej przez de Sá i współpracowników (2012) wynika, że dwa gatunki zaliczane do rodzaju Nelsonophryne (N. aequatorialis i N. aterrima) nie tworzą kladu, do którego nie należałyby również gatunki zaliczane do rodzaju Ctenophryne i być może również Melanophryne; w związku z tym autorzy zsynonimizowali rodzaje Nelsonophryne i Melanophryne z rodzajem Ctenophryne, przenosząc do tego ostatniego rodzaju gatunki zaliczane we wcześniejszych publikacjach do dwóch pierwszych rodzajów.